# Kenrickaster pedicellaris
Kenrickaster pedicellaris is een zeester uit de familie Asteriidae.
De wetenschappelijke naam van de soort werd in 1962 gepubliceerd door Ailsa McGown Clark.